# Leksikon hrvatske glagoljice
Leksikon hrvatske glagoljice djelo je hrvatskog akademika i jezikoslovca Josipa Bratulića u kojem je opisao pojmove vezane uz glagoljicu i ćirilometodsku tradiciju u Hrvata.

## Povijest
Leksikon je još 1985. godine prvobitno bio zamišljen kao glagoljaška početnica i rezultat je višegodišnjeg znanstvenog rada Josipa Bratulića, jednog od najboljih poznavatelja starije hrvatske književnosti. Objavila ga je je 1995. godine u Zagrebu nakladnička kuća Minerva. Glagoljska slova u leksikonu iscrtao je likovni umjetnik Frane Paro.

## Sadržaj
Leksikon zauzima stotinu od ukupno 190 stranica knjige. Prethodi mu nekoliko poglavlja. Prvo, uvodno poglavlje, naslovljeno je Glagoljica u duhovnosti i kulturi hrvatskoga naroda. Drugo poglavlje, Glagoljica: pismo, znak, slika opisuje postanak glagoljičnog pisma. U trećem dijelu, Hrvatske glagoljske početnice do narodnog preporoda, autor daje povijesni pregled glagoljskih početnica. Teorije o podrijetlu glagoljice naslov je četvrtog poglavlja. U petom poglavlju, naziva Osnovni pojmovi o glagoljskoj paleografiji autor objašnjava različite tipove glagoljskog pisma.
Leksikonski dio sadrži preko 250 natuknica o glagoljici, vremenu njene uporabe, glagoljičkim tekstovima i glagoljaštvu, autorima glagoljskih tekstova i kasnijim istraživačima, te crkvenim redovima vezanih za glagoljicu, zatim glagoljičkim spomenicima, srednjovjekovnim liturgijskim i pravnim pojmovima, te o mjestima u kojima su pronađeni ili se čuvaju pojedini glagoljički spomenici.
Nakon leksikona slijede tablice koje prikazuju oblu, uglatu, kurzivnu i računalnu glagoljicu. Iza toga slijedi duktus ili upute o načinu ispisivanja glagoljskih slova. Na samom kraju je kazalo osobnih imena, stvari, pojmova i zemljopisnih imena.

## Vanjske poveznice
Mrežna mjesta
- Predstavljena knjiga "Leksikon hrvatske glagoljice", IKA, 27. siječnja 1996.